# Mariebergs IK
Mariebergs IK var en idrottsklubb i stockholmsstadsdelen Marieberg. 
Klubben grundades 1902 av elever vid Norra latinläroverket i Stockholm, däribland Sune och Rolf Smedmark (söner till Oscar Smedmark, som var chef för den då i Marieberg förlagda Svea trängkår, vars kaserngård och gymnastiksal uppläts för träningen). 
Klubben var under 1910-talet en av Sveriges framgångsrikaste klubbar i friidrott, tack vare exempelvis sprintern Rolf Smedmark och medeldistanslöparen John Zander.
Man var även framgångsrik i bandy där man nådde semifinal i SM 1919 - man åkte på stryk mot IK Göta med 1-2. 
I fotboll har klubben spelat i Sveriges nästa högsta division. Ett antal spelare har deltagit i landskamper exempelvis Gustaf Karlsson och S. Klang.
Under 1920-talet avtynade verksamheten. Bandylaget lades ned 1926, fotbolls- och ishockeylaget 1927 och 1929 slutade man med friidrott.